# Schrankia aurantilineata
Schrankia aurantilineata là một loài bướm đêm trong họ Erebidae.